# Euceraea rheophytica
Euceraea rheophytica là một loài thực vật có hoa trong họ Liễu. Loài này được P.E. Berry & M.E. Olson mô tả khoa học đầu tiên năm 1998.